# لوتی ماسه
لوتی ماسه (نام علمی: Pinguipedidae) نام یک تیره از راسته سوف‌ماهی‌سانان است.